# Polydesmus sculptus
Polydesmus sculptus är en mångfotingart som beskrevs av Peters 1864. Polydesmus sculptus ingår i släktet Polydesmus och familjen plattdubbelfotingar. Inga underarter finns listade i Catalogue of Life.